# Торговельний автомат

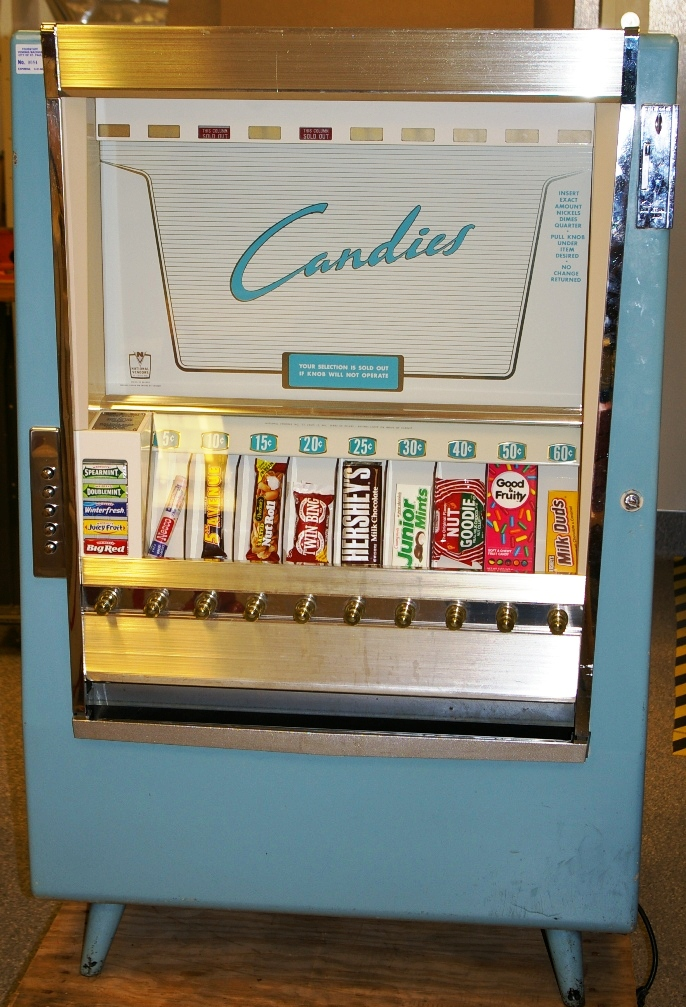
Торговельний автомат, США, 1952 рік

Торговельний автомат, торговий автомат — пристрій, що в автоматичному режимі (без оператора) здійснює процес обміну товару на гроші чи грошові еквіваленти.

## Класи торговельних автоматів
Більшість автоматів поділяють на два класи:
- І. Автомати дозуючі для продажу рідких товарів.
- ІІ. Автомати для продажу штучних товарів.

## Основні вузли і механізми торговельних автоматів

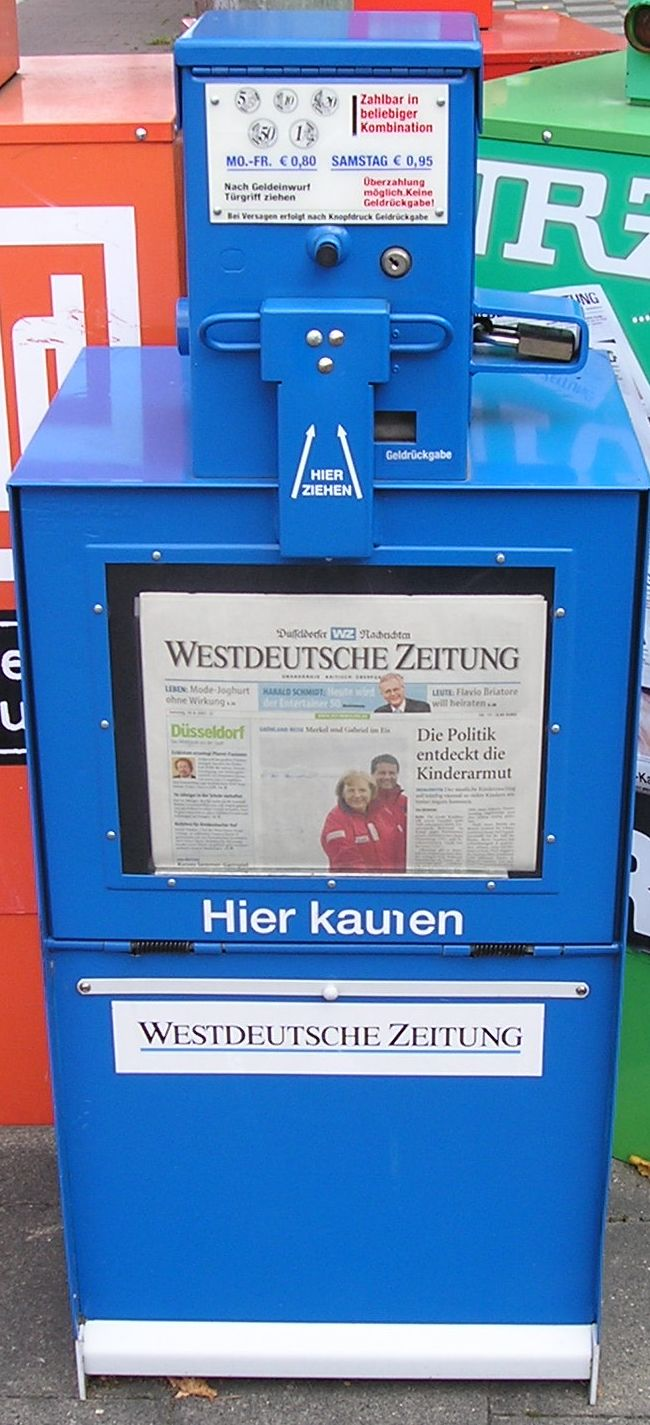
Автомат продажу газет, Німеччина

- Корпус автомата служить для розміщення основного і допоміжного устаткування, механізмів і сполучних комунікацій автомата. Виконується він у вигляді шафи з дверима, що мають запірні пристрої (шафові автомати) чи у виді несучого каркаса, закритого з лицьової і бічної сторін облицювальним матеріалом (панельні автомати).
- Завантажувально-накопичувальний пристрій призначений для приймання і резервного накопичення напівфабрикатів і товарів
- Транспортні системи призначені для транспортування напівфабрикатів в зону товарної обробки і товару в систему видачі продукції покупцеві. Рідкі продукти транспортуються за допомогою трубопроводів, штучні товари – стрічковими, ланцюговими, вакуумними та іншими транспортуючими машинами.
- Система товарної обробки призначена для дозування, змішання та інших операцій, у результаті проведення яких напівфабрикати перетворюються в готовий товар. Як правило, такій обробці піддаються рідкі напівфабрикати. Найбільш простою і найпоширенішою операцією є дозування готових до продажу рідких продуктів.

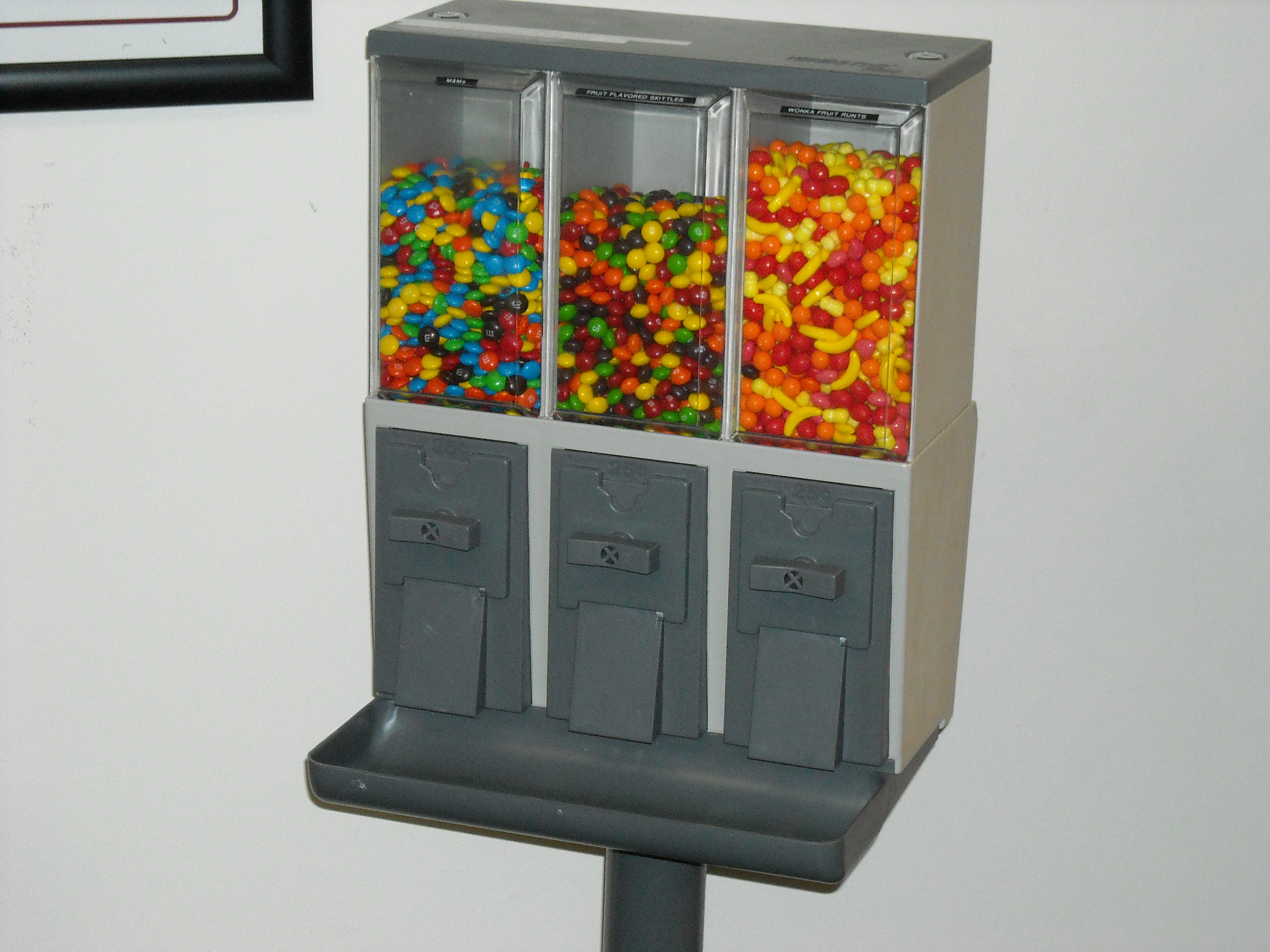
Автомат продажу цукерок

- Система видачі товару безпосередньо передає дозу чи одиницю товару в зону, доступну покупцю. Спрацьовує система від імпульсу, поданого приладами автоматики після прийому і контролю опущених монет.
- Розрахунковий (монетний) вузол призначений для прийому грошей чи грошових еквівалентів, перевірки їхньої дійсності і подачі сигналу виконавчим пристроям на видачу товару. Опущені в монетний механізм недоброякісні чи монети іншого достоїнства, а також усі диски, що імітують монети (сурогати), відсіваються і направляються в нішу повернення.
- Система автоматичних пристроїв забезпечує заданий режим роботи. Залежно від функціонального призначення пристрої автоматики можуть бути розділені на пристрої автоматичного управління, регулювання, контролю, сигналізації та обліку.
- Система забезпечення режиму збереження товару служить для охолодження чи нагрівання продовольчих товарів у процесі їхнього збереження, приготування і видачі. Вони являють собою холодильні агрегати, нагрівальні елементи, які монтуються в ємностях збереження товару, ізотермічних шафах, спеціальних пристроях – охолоджувачах.
- Допоміжне устаткування призначене для виконання додаткових функцій, обумовлених призначенням автомата й асортиментом товарів. До цих функцій відносяться: видача здачі, подача стаканчиків у нішу видачі товару, підсвічування реклами, інформаційних і сигнальних пристроїв та ін.